# Rhipsalis puniceodiscus
Rhipsalis puniceodiscus är en kaktusväxtart som beskrevs av G. Lindb. Rhipsalis puniceodiscus ingår i släktet Rhipsalis och familjen kaktusväxter. Inga underarter finns listade i Catalogue of Life.